# Karl August Brodrück
Karl August Brodrück (* 23. Juli 1815 in Seligenstadt; † 9. November 1866 in Darmstadt) war ein Großherzoglich Hessischer Major und Militärhistoriker.

## Leben
Brodrück besuchte das Gymnasium in Hanau und trat im August 1831 auf Vermittlung des späteren Generalleutnants Heinrich Joseph von Weitershausen in dessen Kompanie beim 2. Infanterie-Regiment der Großherzoglich Hessischen Armee ein. Ab 1852 unterrichtete er an der Darmstädter Militärschule im Fach Kriegsgeschichte und wurde 1860 zum Major befördert. 
In den 1860er Jahren nahm Brodrück für das Großherzogtum Hessen an verschiedenen militärisch-diplomatischen Konferenzen teil, so auch an der Genfer Konferenz im Oktober 1863 zu Maßnahmen zur Verbesserung der Versorgung von Verwundeten im Krieg. Bei der ebenfalls in Genf im August des folgenden Jahres stattfindenden Konferenz unterzeichnete er als Vertreter Hessens die erste Genfer Konvention. Kurz nach seiner Rückkehr nach Darmstadt entstand unter Mitwirkung von Großherzog Ludwig III. von Hessen und bei Rhein ein Komitee zur Vorbereitung der Gründung eines hessischen Rotkreuz-Hülfsvereins, der am 27. Oktober 1864 seine Arbeit aufnahm. Bei der ersten Hauptversammlung im November 1864 wurde Brodrück zum ersten Vorsitzenden dieses Vereins gewählt.
Während des Preußisch-Österreichischen Krieges von 1866 erkrankte er an einem Herzleiden, an dem er im gleichen Jahr verstarb. Ein von ihm begonnenes und umfassend angelegtes Werk unter dem Titel „Grundzüge zu Vorträgen über Kriegsgeschichte und Kriegslehre“ blieb aufgrund seines Todes unvollendet.
Er gehörte ab 1843 dem Freimaurerbund an und trat in die Wormser Loge Zum wiedererbauten Tempel der Bruderliebe ein. 
In der Stadt Hanau trägt die Karl-Brodrück-Straße seinen Namen.

## Werke (Auswahl)
- Quellenstücke und Studien über den Feldzug der Reichsarmee von 1757. Ein Beitrag zur deutschen Geschichte im 18. Jahrhundert. Leipzig 1858, Digitalisat
- Kampf um Badajoz im Frühjahr 1812. Leipzig 1861, Digitalisat